# Elodia flavipalpis
Elodia flavipalpis är en tvåvingeart som beskrevs av Aldrich 1933. Elodia flavipalpis ingår i släktet Elodia och familjen parasitflugor. Inga underarter finns listade i Catalogue of Life.